# Pedro Pegenaute Garde
Pedro Pegenaute Garde (Mélida, 22 de febrer de 1948) és un historiador i polític navarrès. Va fer el batxillerat a l'Institut Ximénez de Rada de Pamplona, i es va graduar en magisteri a l'Escola Normal Huarte de San Juan de Pamplona. Després d'exercir uns anys com a mestre a Murillo el Fruto va estudiar filosofia i lletres a la Universitat de Navarra, on es va doctorar el 1975. El 1973 formà part del primer centre de professors de la UNED a Pamplona. S'especialitzà com a professor d'història contemporània.
Durant la transició democràtica milità al Partit Demòcrata Liberal, que posteriorment es va integrar dins la UCD. A les eleccions generals espanyoles de 1977 i 1979 fou escollit per Navarra al Congrés dels Diputats en la llista d'Unión de Centro Democrático (UCD). Durant aquest període fou assessor de l'aleshores ministre José Pedro Pérez Llorca, però el desembre de 1979 abandonà el seu escó, disconforme amb algunes formalitats de l'Estatut de Gernika sobre el referèndum per a integrar Navarra al País Basc.
Deixà la política i treballà uns anys en un banc. El 1982 fou nomenat secretari general de Coalició Popular a Navarra i va promoure l'Asociación de Amigos de Navarra. Fou elegit diputat a les eleccions al Parlament de Navarra de 1983 i 1987 per Alianza Popular i durant aquest temps fou president de la Comissió d'Educació i Cultura del Parlament de Navarra. El 1991 va ingressar a Unió del Poble Navarrès (UPN) i ocupà diversos càrrecs a l'administració foral navarresa, com inspector d'educació i serveis, director del Servei d'Ensenyament i Investigació (1996) i director general d'Universitats i Política Lingüística (2000).

## Obres
- Represión política en el reinado de Fernando VII (1975)
- Las comisiones militares 1824-1825 (1975)
- Geografía e Historia de España (1977)
- La reforma de Martín Garay en Anguta (La Rioja) (1978)
- Las clases trabajadoras en Navarra (1877-1899) (1978)